# Eucestoda
Eucestoda — підклас плоских червів класу Цестоди (Cestoda). До підкласу належать види, личинки яких мають на голові по шість колючок, на відміну від десятиколючкової личинки підкласу Cestodaria.

## Спосіб життя
Всі види є паразитами тварин (особливо ссавців). Багато видів паразитують у людині.
Найбільш небезпечними є Ціп'як свинячий (Taenia solium) та Moniezia expanza. Деякі види сягають значних розмірів. Наприклад, ціп'як бичачий може виростати до 12 м.
Для цих паразитів характерний складний цикл розвитку, який проходить у тілі 3-5 хазяїв (залежні від виду).